# 長谷部氏
長谷部氏（はせべうじ）は、日本の古代氏族のひとつである。

## 概要
雄略天皇の部民として設定された御名入部である長谷部が起源とされる。長谷部は、雄略天皇の皇居である長谷朝倉宮にちなみ、雄略天皇の生活の資用に当てられた料地の管理や皇居に出仕して警備、雑用などの任に服していた人々と考えられている。
長谷部氏の人物としては、源平時代から鎌倉時代の武士である長谷部信連が著名である。信連は久安3年（1147年）1月16日に遠江国長邑（現静岡県浜松市）で、長谷部為連の子として生まれ、その後に大和国へ移住し、近衛天皇・後白河天皇に仕え左兵衛尉に任ぜられた人物である。長氏の始祖にあたる。
長谷部信連の子、良連は備後国上下の地頭職として土着し、応仁元年（1467年）の応仁の乱で長谷部宗連は山名宗全の西軍に属し、その子種連は永正8年（1511年）の船岡山の戦いで討死した。
戦国時代に入り毛利氏の影響力が大きくなってくると、当主の長谷部元信は毛利氏に従う。天文24年（1555年）の厳島の戦いに長谷部元信・元連父子も参戦し、戦功を挙げている。